# Bollmåra
Bollmåra (Phuopsis stylosa) är en måreväxtart som först beskrevs av Carl Bernhard von Trinius, och fick sitt nu gällande namn av Joseph Dalton Hooker och Benjamin Daydon Jackson. Bollmåra ingår i släktet bollmåror, och familjen måreväxter. Inga underarter finns listade i Catalogue of Life.